# Waltheria madagascariensis
Waltheria madagascariensis är en malvaväxtart som beskrevs av Bénédict Pierre Georges Hochreutiner. Waltheria madagascariensis ingår i släktet Waltheria och familjen malvaväxter. Inga underarter finns listade i Catalogue of Life.